# Jean-Louis Pradel
Pour les articles homonymes, voir Pradel.
Jean-Louis Pradel, né le 16 octobre 1946 à Estaing (Aveyron) et mort le 18 octobre 2013 à Paris, est un historien de l'art, critique d'art et chroniqueur français, enseignant à l'École nationale supérieure des arts décoratifs.

## Biographie
Après des études de philosophie et d'histoire de l'art, il se consacre à l'enseignement et à la critique d'art.
Professeur à l'École des beaux-arts de Quimper, il est historien et critique d'art. Il enseigne à l'Enset de Cachan de 1973 à 1976 ainsi qu'à l'École des beaux-arts de Quimper. Chargé de mission par le Ministère de la Culture, il est conseiller artistique de la Région Bretagne de 1975 à 1978, membre de la Commission d'achat du Fonds national d'art contemporain de 1975 à 1985, Inspecteur principal des beaux-arts, direction des arts plastiques de 1981 à 1995.
Conseiller artistique pour les ambassades de France au ministère des Affaires étrangères de 1981 à 1995. Expert en matière d'art contemporain à l'étranger, il est responsable de la Biennale de Sydney en 1984, de la préparation de l'année du Maroc 1998-1999 et de l'année de l'Algérie en France 2002-2003.
En 1976, Jean-Louis Pradel rejoint, Michel Tourlière, directeur et fondateur des "Ateliers de Rencontres", avec Pierre Cabanne, critique d'art, journaliste et écrivain à l'École nationale supérieure des arts décoratifs. Il y enseigne les sciences humaines et sociales et l'histoire de l'art, de 1976 à 2012. L'Atelier de rencontre, invite chaque semaine celles et ceux qui font l'actualité culturelle.
Collaborateurs de plusieurs publications d'art en qualité de critique d'art comme la Quinzaine littéraire, le Quotidien de Paris, Télérama, Connaissance des arts, Beaux Arts magazine, et Opus international dont il fut le directeur éditorial de 1974 à 1984. De 1984 à 2000, il participe comme chroniqueur d'art à L'Événement du jeudi, de 1984 à 2000, ainsi qu'au Cercle de minuit sur FR2, de 1992 à 1999, et Quoi qu'il en soit sur France Inter, magazine culturel de Pierre Bouteiller de 1996 à 1997 ;  Des Mots de Minuits sur France 2 de 1999 à 2003. Il est l'invité de TF1, France Inter et France Culture.
L'artiste Kaïdin Monique Le Houlleur, lui ouvre sa maison à Abidjan, ainsi qu'à de nombreux artistes et écrivains.
Mr Jean-Jacques Aillagon a déclaré à l'AFP : «  Jean-Louis Pradel aura servi la vie artistique et les artistes avec discernement, finesse et passion. Sa personnalité élégante a accompagné pendant plus de trois décennies les évolutions de la scène artistique »

## Œuvres

### Écrits
- 1974 -  Messac, Galerie Ratié , Opus n°48
- 1975 -  L'éclat de Messac ou la peinture vraie , Paris ; S.A.T.
- 1975 -  Messac, les enfants polychromes , Opus n°54
- 1976 -   Victor Cupsa; galerie des Maîtres Contemporains, Aix en Provence, Juin 1976; Monographie.
- 1977 -  La Coopérative des Malassis , Cueco, Fleury, Latil, Parré, Tisserand, Paris, éd. Pierre Jean Oswald, DL.
- 1977 -  Tirouflet , catalogue de l'exposition à la galerie Krief-Raymond.
- 1977 -  Jean Couy , galerie Le Soleil dans la tête.
- 1978 -  Avant-propos sur trois documents suivi de  Messac contre l'opportunisme pictural , Opus, no 66/67.
- 1980 -  Bleu double jeu ou les contradictions insulaires de Bernard Turiot, Beauvais, Culture et Loisirs.
- 1981 -  Robert Malaval au MAM en 1981, monographie
- 1981 -  Jean-Paul Philippe  sculpteur, éd. Paris Musée Bourdelle, catalogue
- 1982 -  Art 82
- 1983 -  La Peinture française
- 1984 -  Art 83-84
- 1988 -  Jean-Michel Wilmotte , photos Robert César, Keiichi Tabara, Paris, éd. Electra, Le Moniteur.
- 1990 -  Yan Kersalé, lumière matière , éd. Bàs, Paris
- 1992 -  L'art contemporain depuis 1945 , Paris, Bordas, nouvelles éditions 2000, 2004 et 2011.
- 1994 -  Un nouvel itinéraire dans la ville, catalogue d'exposition, ARCA, Marseille.
- 1995 -  Julio Le Parc , Servignigni, Milan
- 1995 -  Rachid Koraïchi
- 1996 -  Les années lumière de Julio Le Parc à l'espace Electra à Paris en 1996
- 1997 -  Nous sommes tous des dégénérés  par Guy Konopnicki et Jean Louis-Pradel, dans l'Événement du jeudi du 23 avril.
- 1998 -  Yann Kersalé lumière-matière à Tokyo en 1998,
- 1999 -  l'Art contemporain, Paris, éd. Larousse, 143 p., Nouv. éd. 2004 ; nouvelle édition 2011.
- 2000 -  La Figuration narrative, catalogue de l'exposition, éd. La Seyne-sur-Mer, Villa Tamaris, Paris, éd. Hazan, 215 p. ; réédition 2008.
- 2001 -  Gérarddiaz  du végétal, peintures dessins, catalogue de l'exposition Maison des arts de Bagneux, éd. Service des affaires culturelles de la ville de Bagneux.
- 2002 -  Picabia  ou la peinture mise à nu, Paris : Paris-Musées.
- 2002 - Francis Picabia : La peinture mise à nu, Paris : Gallimard, coll. « Découvertes Gallimard Hors série ».
- 2003 -  Authouart, le grand canyon du super marché des images, Paris, éd. Somogy, 95 p.
- 2007 -  L'amour de l'art: Art contemporain et collections privées du Sud-Ouest  de Jean-Louis Pradel
- 2007 -  Proweller, courbes de vie , catalogue exposition Maison des arts de Bagneux, Villa Tamaris, Centre d'Art avec Élisabeth Brami, Paris, éd. du Panama
- 2008 -  Hervé Di Rosa, le monde est à nous , commissaire de l'exposition Nathalie Pradel, Maison des arts de Bagneux.
- 2008 -  La figuration narrative  nouvelle édition, Vanves, éd. Hazan
- 2008 -  La figuration narrative des années 1960 à nos jours, Paris, 2D ; Gallimard
- 2008 - La Figuration narrative, Paris : Gallimard, coll. « Découvertes Gallimard Hors série ».
- 2011 -  l'Art contemporain depuis 1945, nouvelle édition, Paris, éd. Larousse, 160.p.
- 2013 -  L'Atelier de rencontres de l'École nationale supérieure des Arts décoratifs , préface de Geneviève Gallot, éd. École nationale supérieure des arts décoratifs, Imprimerie: Achibooks
- 2013 -  Julio Le Parc, Catalogue de l'exposition du Palais de Tokyo à Paris, Paris, introduction par Daria de Beauvais, éd. Skira Flammarion, 239.p.

### Contributions
- 1975-1976 -  Dictionnaire Universel de la Peinture
- 1977 -  Mythologies quotidiennes , catalogue d'exposition, éd. Musée d'art moderne de la ville de Paris, auteur Gérald Gassiot-Talabot
- 1977 -  Tonia Cariffa, éd. Galerie Horizon, contributeurs Jean-Michel Damian et Max-Pol Fouchet (1913-1980), 15 p.
- 1981 -  Robert Malaval, Rétrospective, MAM de la Ville de Paris et Musée des beaux-arts d'Angers, 2009.
- 1982 -  L'Art actuel en France , éd. Chartres, Musée des beaux-arts, 63.p.
- 1998 -  Koraïchi, éd. Tunis Sindbad-Actes Sud, Paris :Cérès, 237 p., auteur Rachid Koraïchi, Nourredine Saadi
- 1986 -  Vingt-cinq ans d'art en France 1960-1985, éd. 1986
- 2002 -  Jens Johannessen, allégorie
- 2002 -  Guy-Rache Grataloup , texte de Marc Gaillard, Paul Lombard et Jean-Louis Pradel ; traduction anglaise Anna Dear et John Zembeikis, Paris, Galerie E. Navarra.
- 2006 -  Kader Attia , de Jean-Louis Pradel, Tami Katz-Freiman, Yves Aupetitallot, Th. Prat.
- 2006 -  Qu'est-ce que l'art contemporain en France , de Jean-Louis Pradel, Catherine Francblin, Eric Troncy et Nicolas Bourriaud.
- 2007 -  Lucien Fleury  (1928-2004), exposition Musée des beaux-arts de Dole, catalogue : Jean-Louis Pradel et Sarah Wilson, Dole, Les Amis du musée du Jura.
- 2008 -  Yann Kersalé
- 2009 -  Philippe Lagautrière, après nous le déluge , avec Philippe Lagaudrière et Michel Bohbot, éd. Musée de Sens.
- 2009 -  Histoire de l'art du Moyen Age à nos jours , de Edina Bernard, Pierre Cabanne, Jean-Louis Pradel et Nicole Tuffeli.
- 2009 -  Erro, portraits
- 2012-2013 -  Yann Kersalé, à des nuits lumière, la ville, la nuit, la mer  catalogue d'exposition de Landerneau, Couvent des Capucins, 2012-2013, Commissaire d'exposition Partick Jourdan, Paris, éd. Textuel.
- 2013 -  Fondation Hélène et Édouard Leclerc
- 2013 -  Julio Le Parc

### Directeur de publication, éditeur scientifique
- 1975 -  Babou, Eboul'ch, Messac, Tirouflet, catalogue d'exposition Galerie du Luxembourg.
- 1983 -  Art 82 , les événements de l'art contemporain dans le monde Paris, éd. Le Robert, 200 p.
- 1984 -  Art 83-84 , Paris, éd. Chêne, 192.p.
- 2008 -  Yann Kersalé , Jean-Louis Pradel, Daniel Buren, Jean Nouvel..., éd. Gallimard.

### Conseiller scientifique
- 2011 - Artbox,  Quand l'art prend le pouvoir François Lévy-Kuentz 2 DVD, éd. Paris, Doriane films voix parlée Emmanuel Salinger.

### Préfacier
- 1979 -  Images de plein air aujourd'hui , Cueco, Latil, Le Boul'ch, Parré, Schlosser, catalogue exposition, Galerie municipale Edouard Manet, Gennevilliers, préf. de Lucien Lantemier, Bernard Point et Jean-Louis Pradel.
- 1999 -  Schlosser , catalogue d'exposition, villa Tamaris, La Seyne-sur-Mer, service des Affaires culturelles.
- 2002 -  Le parti pris des livres , œuvres photographiques, éd. Ville d'Ajaccio, Bibliothèque municipale, 14 p.
- 2005 - Comme un besoin d'utopie , auteur : Rodriguez-Antoniotti Maddalena, préface de Jean-Louis Pradel, éd. Albiana.
- 2013 -  L'Atelier de rencontres de l'École nationale supérieure des arts décoratifs, présentation de Jean-Louis Pradel, dir. de la publication Geneviève Galoot, conception graphique : Hiroschi Maeda, responsable éditorial Vincent Bouvet, Paris.

### Commissaire d'expositions
- 1977 -  Mythologies Quotidiennes 2 (inclut Victor Cupsa) -  pour la réouverture de l'ARC au Musée d'art moderne de la ville de Paris
- 1981 -  Robert Malaval, (ARC MAM)
- 1983 -  La Peinture française , sous la direction de Jean-Louis Pradel
- 1985 -  Le Style et le Chaos  (Musée du Luxembourg)
- 1986 -  Paris 1984 pour la 6e Biennale de Sydney (Australie) du 16 mai au 6 juillet
- 1987 -  Estruandos, catalogue d'exposition  directeur de l'exposition Christine Frérot (Musée d'art contemporain Tamayo, Mexico)
- 1996 -  Julio Le Parc , (Espace Electra), Paris
- 1998 -  Yann Kersalé, (Tokyo)
- 1999 - Voyages d'artistes à la Manufacture des Œillets à Ivry-sur-Seine
- 2000 -  Maroc 99
- 2004 -  Voyages d'artistes , (Espace EDF-Electra)
- 2005 -  Gérard Paris-Clavel: l'art, ce n'est pas du luxe (Maison des Arts de Bagneux), directrice Nathalie Pradel.
- 2007 -  L'Amour de l'art  (Agen)
- 2010 - Dall oggetto alla citta con École nationale supérieure des arts décoratifs (XIIe Mostra Internationale di Architecttura Venise
- 2011 -  Alain Tirouflet, rétrospective des peintures et des dessins , (Villa Tamaris, La Seyne-sur-Mer)
- 2012 -  Le Pic en rose , expédition lumière de Yann Kersalé en octobre, sur le Pic du Midi, pour la campagne de prévention du cancer du sein Octobre rose.

## Sources
- Dossier de presse communiqué par son épouse Nathalie Pradel.